# Macromia holthuisi
Macromia holthuisi – gatunek ważki z rodziny Macromiidae.